# Christian Pulisic
Christian Mate Pulisic (Hershey, 18 de setembro de 1998) é um futebolista norte-americano que atua como meio-campista ou ponta. Atualmente, joga pelo Milan.

## Carreira

### Borussia Dortmund

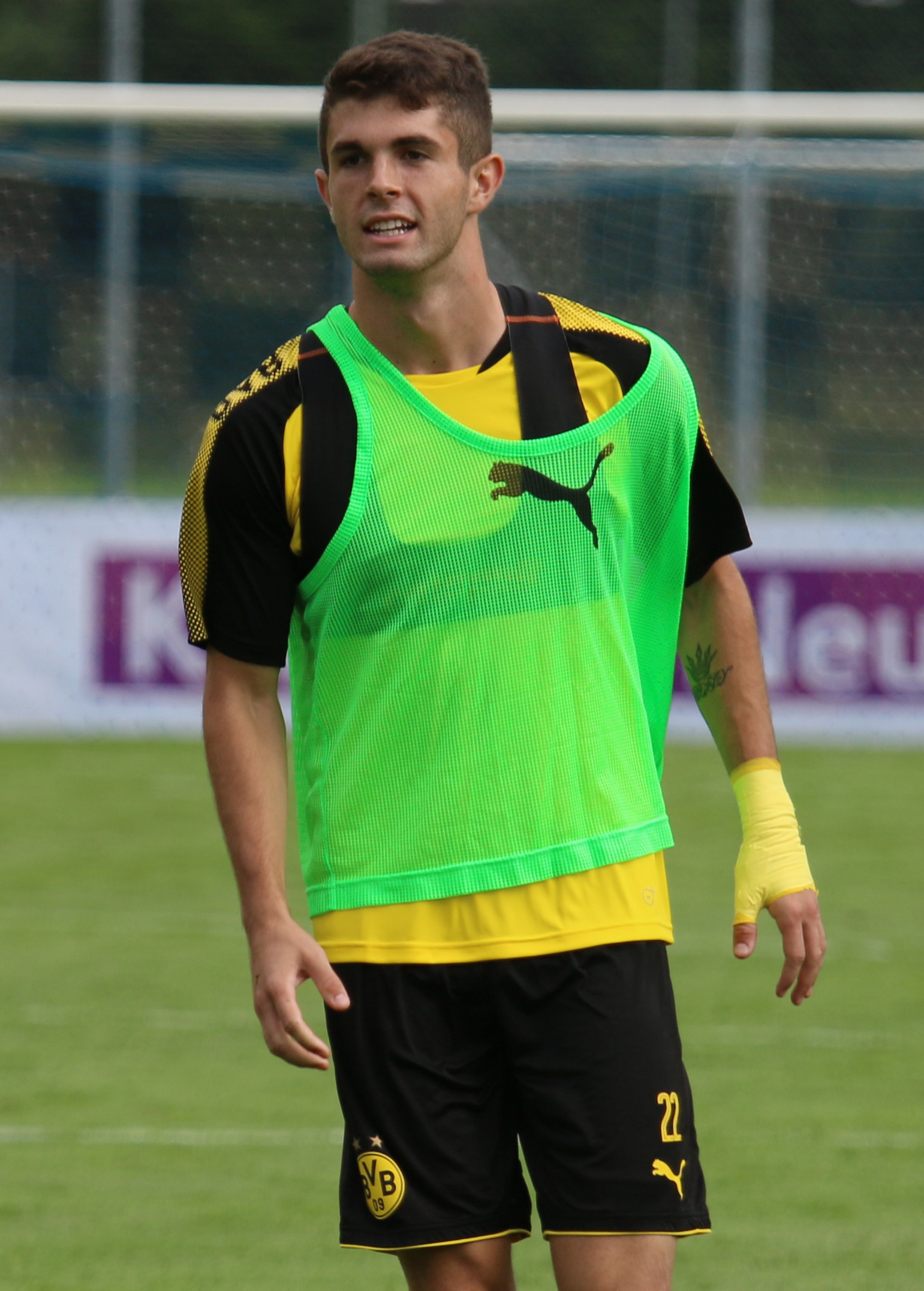
Christian Pulisic, no Borussia Dortmund (2017)

Sua rápida ascensão com as Seleções de base dos Estados Unidos foi acompanhada desde cedo por olheiros do Borussia Dortmund, clube onde chegou em 2015. O meia atuou em apenas 15 partidas nas categorias de base antes de subir para o time principal na temporada 2015–16.
Em abril de 2016, aos 17 anos, tornou-se o estrangeiro mais jovem a marcar um gol na Bundesliga. Mais tarde, naquele mês, tornou-se também o jogador mais jovem a marcar dois gols na Bundesliga. Sob o comando do técnico Thomas Tuchel, Pulisic atuou em 12 partidas em sua primeira temporada pelo clube aurinegro.
Em maio de 2017, conquistou seu primeiro título profissional ao vencer o Eintracht Frankfurt por 2 a 1 na final da Copa da Alemanha. Na temporada 2016/17, Pulisic fez 29 jogos no campeonato e marcou três dos 72 gols dos westfalianos.
Na temporada 2017/18, ele finalmente se tornou um jogador titular. Ele fez 32 jogos no campeonato sob os treinadores Peter Bosz e Peter Stöger, 27 deles no time titular, nos quais ele foi capaz de marcar seis gols.
Na primeira metade da temporada 2018/19, Pulisic não fez parte do time titular sob o comando do novo técnico Lucien Favre. Na primeira metade da temporada, disputou todos os jogos da Liga dos Campeões e da Copa, mas fez apenas 11 partidas no campeonato, 5 delas como titular.
Pulisic deixou o Borussia Dortmund após quatro temporadas, ele anotou 15 gols e disputou 115 partidas pela equipe do Signal Iduna Park.

### Chelsea

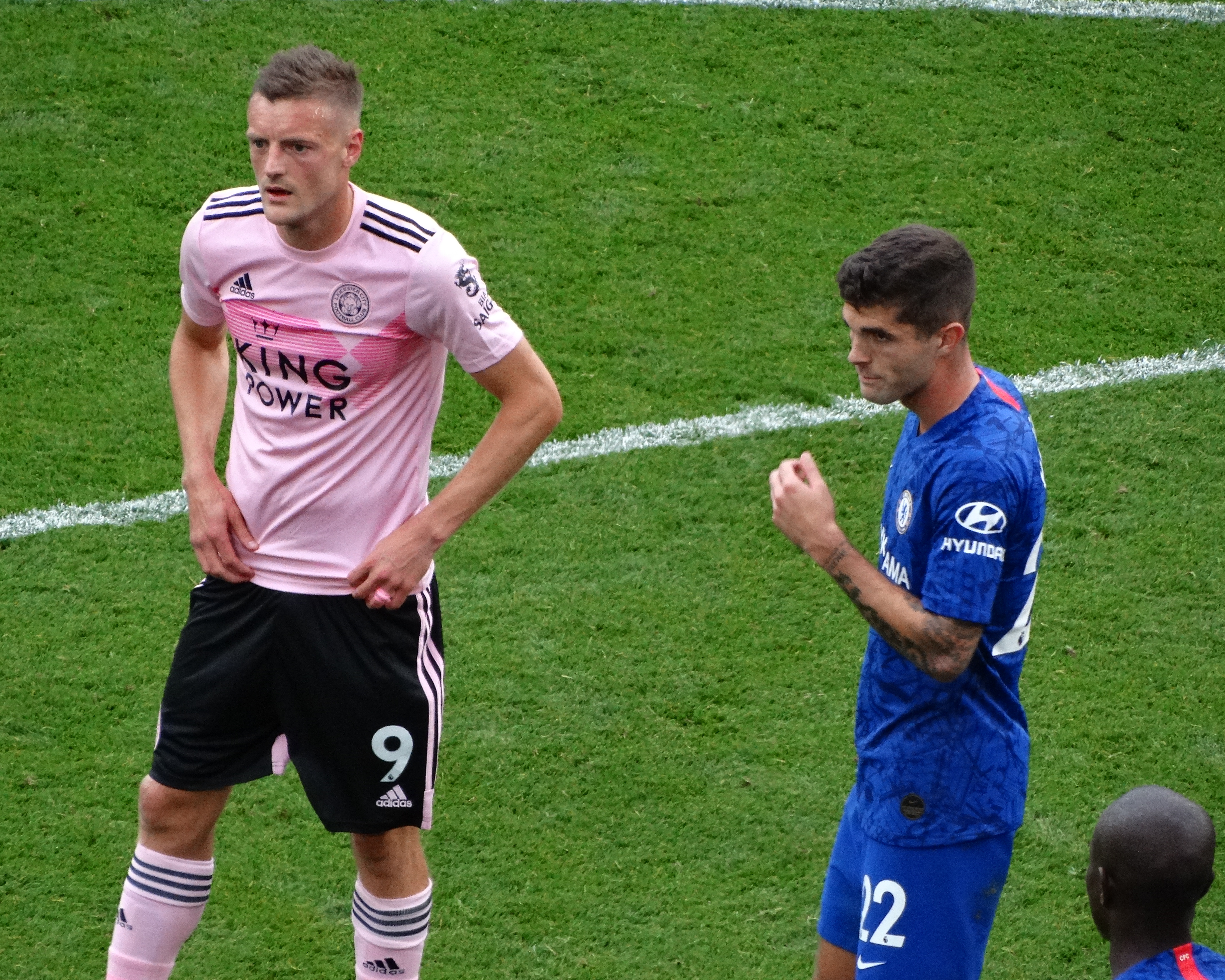
Pulisic (à direita), defendendo o Chelsea contra o Leicester, em agosto de 2019

Na janela de inverno do futebol europeu, no dia 2 de janeiro de 2019, foi vendido junto ao Chelsea por 64 milhões de euros (284 milhões de reais), se tornando a terceira transferência mais cara da Bundesliga até então. Após seu anúncio como reforço do time inglês, o jogador continuou no Borussia Dortmund, mas dessa vez emprestado até o fim da temporada.
Marcou seus primeiros gols pelo Chelsea no dia 26 de outubro de 2019, contra o Burnley, no estádio Turf Moor. Pulisic, que até então ainda não tinha balançado as redes, anotou um hat-trick na Premier League. O jogador marcou pela primeira vez na Liga dos Campeões da UEFA no empate por 2 a 2 com o Valencia, no Estádio de Mestalla, ainda na fase de grupos.
Após o retorno do futebol pós-pandemia, o camisa 22 foi um dos principais destaques do Chelsea na reta final de temporada, marcando contra o Aston Villa no primeiro jogo após a paralisação. Pulisic balançou as redes também na partida seguinte, numa vitória contra o Manchester City que garantiu o título da Premier League para o Liverpool. Também marcou na final da Copa da Inglaterra contra o arquirrival Arsenal ainda aos 5 minutos de partida, mas os Blues acabaram derrotados por 2 a 1 em Wembley. Pulisic saiu de campo lesionado, ficando de fora do confronto seguinte contra o Bayern de Munique, pelas oitavas de final da Liga dos Campeões da UEFA.
Encerrou a sua primeira temporada pelo Chelsea com 11 gols marcados, além de sete assistências. Após a transferência de Willian para o Arsenal, o jogador herdou a camisa de número 10 deixada pelo brasileiro.
Em sua segunda temporada conseguiu vencer  a Liga dos Campeões depois que o Chelsea venceu por 1-0 contra o Manchester City na final no Estádio do Dragão no Porto, tornando-se o primeiro americano a jogar uma final da UEFA Champions League.
Em 11 de agosto, levantou a Supercopa da Uefa e, em fevereiro de 2022, conquistou o Mundial de Clubes.
Na temporada 2022-23, Pulisic mostrou dificuldades em seu desempenho, e uma campanha decepcionante ele conseguiu contribuir com um gol e duas assistências em 30 jogos.
Pulisic deixou os Blues com 26 gols marcados e 21 assistências em 145 partidas, ele causou impacto, mas com seu contrato acabando e o tempo de jogo diminuindo graças a mais uma reconstrução do time londrino, ele precisava de uma mudança.

### Milan
O Milan anunciou em 13 de julho de 2023, a contratação de Christian Pulisic, ele firmou um contrato de quatro temporadas, válido até junho de 2027, com opção de prorrogação até 30 de junho de 2028. Pulisic vestirá a camisa 11. A transferência teve o valor de 20 milhões de euros (R$ 106 milhões).

## Seleção Nacional
Considerado por muitos especialistas como a maior promessa do futebol norte-americano, Pulisic é o jogador mais jovem a representar os Estados Unidos nas Eliminatórias da Copa do Mundo FIFA.
No dia 28 de maio de 2016, ele marcou seu primeiro gol pela Seleção principal em um amistoso internacional contra a Bolívia, tornando-se assim, aos 17 anos, o jogador mais jovem a marcar um gol pelos Estados Unidos. Convocado por Jürgen Klinsmann, ele fez parte do elenco que disputou a Copa América Centenário. Nos anos seguintes foi chamado para a Copa Ouro da CONCACAF de 2019 e para a Copa do Mundo FIFA de 2022.

## Estatísticas
Atualizadas até 03 de dezembro de 2024.
Clubes
| Clube             | Temporada         | Campeonato nacional | Campeonato nacional | Campeonato nacional | Copa nacional[a] | Copa nacional[a] | Copa nacional[a] | Competições continentais[b] | Competições continentais[b] | Competições continentais[b] | Outros torneios[c] | Outros torneios[c] | Outros torneios[c] | Total | Total | Total   |
| Clube             | Temporada         | Jogos               | Gols                | Assist.             | Jogos            | Gols             | Assist.          | Jogos                       | Gols                        | Assist.                     | Jogos              | Gols               | Assist.            | Jogos | Gols  | Assist. |
| ----------------- | ----------------- | ------------------- | ------------------- | ------------------- | ---------------- | ---------------- | ---------------- | --------------------------- | --------------------------- | --------------------------- | ------------------ | ------------------ | ------------------ | ----- | ----- | ------- |
| Borussia Dortmund | 2015–16           | 9                   | 2                   | 0                   | —                | —                | —                | 3                           | 0                           | 0                           | —                  | —                  | —                  | 12    | 2     | 0       |
| Borussia Dortmund | 2016–17           | 29                  | 3                   | 8                   | 4                | 1                | 2                | 10                          | 1                           | 3                           | —                  | —                  | —                  | 43    | 5     | 13      |
| Borussia Dortmund | 2017–18           | 32                  | 4                   | 6                   | 1                | 0                | 0                | 8                           | 0                           | 1                           | 1                  | 1                  | 0                  | 42    | 5     | 7       |
| Borussia Dortmund | 2018–19           | 20                  | 4                   | 4                   | 3                | 2                | 2                | 7                           | 1                           | 0                           | —                  | —                  | —                  | 30    | 7     | 6       |
| Borussia Dortmund | Total             | 90                  | 13                  | 18                  | 8                | 3                | 4                | 28                          | 2                           | 4                           | 1                  | 1                  | 0                  | 127   | 19    | 26      |
| Chelsea           | 2019–20           | 25                  | 9                   | 4                   | 4                | 1                | 1                | 4                           | 1                           | 2                           | 1                  | 0                  | 1                  | 34    | 11    | 8       |
| Chelsea           | 2020–21           | 27                  | 4                   | 2                   | 6                | 0                | 0                | 10                          | 2                           | 2                           | —                  | —                  | —                  | 43    | 6     | 4       |
| Chelsea           | 2021–22           | 22                  | 6                   | 2                   | 7                | 0                | 2                | 7                           | 2                           | 1                           | 2                  | 0                  | 0                  | 38    | 8     | 5       |
| Chelsea           | 2022–23           | 24                  | 1                   | 1                   | 1                | 0                | 0                | 5                           | 0                           | 1                           | —                  | —                  | —                  | 30    | 1     | 1       |
| Chelsea           | Total             | 98                  | 20                  | 9                   | 18               | 1                | 1                | 26                          | 5                           | 6                           | 3                  | 0                  | 1                  | 145   | 26    | 18      |
| Milan             | 2023–24           | 36                  | 12                  | 9                   | 2                | 0                | 1                | 12                          | 3                           | 1                           | —                  | —                  | —                  | 50    | 15    | 11      |
| Milan             | 2024–25           | 34                  | 11                  | 11                  | 5                | 0                | 0                | 9                           | 4                           | 1                           | 2                  | 2                  | 0                  | 50    | 17    | 12      |
| Milan             | Total             | 70                  | 23                  | 20                  | 7                | 0                | 1                | 21                          | 7                           | 2                           | 2                  | 2                  | 0                  | 100   | 32    | 23      |
| Total na carreira | Total na carreira | 258                 | 56                  | 47                  | 33               | 4                | 6                | 75                          | 14                          | 12                          | 6                  | 3                  | 1                  | 372   | 77    | 67      |

- a. ^ Jogos da Copa da Alemanha, Copa da Inglaterra, Copa da Liga Inglesa e Copa da Itália
- b. ^ Jogos da Liga dos Campeões e Liga Europa
- c. ^ Jogos do Super Copa da Alemanha, Super Copa da Inglaterra, Supercopa da Itália, Super Copa da UEFA e Mundial de Clubes

## Títulos
Borussia Dortmund
- Copa da Alemanha: 2016–17

Chelsea
- Liga dos Campeões da UEFA: 2020–21
- Supercopa da UEFA: 2021
- Copa do Mundo de Clubes da FIFA: 2021

Milan
- Supercopa da Itália: 2024

Estados Unidos
- Liga das Nações da CONCACAF: 2019–20, 2022–23 e 2023–24

### Prêmios individuais
- 50 jovens promessas do futebol mundial de 2015[20]
- Seleção das revelações da LLiga dos Campeões da UEFA: 2016–17[21]
- 15.º melhor jogador sub-21 de 2016 (FourFourTwo)[22]
- 4.º melhor jovem do ano de 2017 (FourFourTwo)[23]
- Time do Ano da CONCACAF: 2017[24], 2021[25]
- Equipe Masculino do Ano da CONCACAF pela IFFHS: 2020[26], 2022[27], 2023[28], 2024[29]
- Melhor Jogador Jovem da Copa Ouro da CONCACAF: 2019[30]
- Seleção da Copa Ouro da CONCACAF: 2019[31]
- Melhor Jogador da Liga das Nações da CONCACAF: 2022–23[32]
- Seleção das Finais da Liga das Nações da CONCACAF: 2020[33], 2023[34], 2024[35]
- Jogador do Mês da Serie A:  dezembro de 2023[36]
- Equipe da Temporada da Serie A: 2023–24[37], 2024–25[38]

### Artilharias
- Supercopa da Itália de 2024: (2 gols)